# Parçay-les-Pins
Parçay-les-Pins è un comune francese di 933 abitanti situato nel dipartimento del Maine e Loira nella regione dei Paesi della Loira.

## Società

### Evoluzione demografica
Abitanti censiti